# ヒメアカバナ
ヒメアカバナ（姫赤花、学名：Epilobium fauriei）は、アカバナ科アカバナ属の多年草。別名、コゴメアカバナ、ムカゴアカバナという。

## 特徴
茎は高さ3-25cmになり、単一かまれに分枝し、ときに株状になり、全体に細かい曲がった毛がある。葉は対生、部分的に互生し、葉身は薄く、下部のものは倒卵形で小さく、中部以上のものは線形から線状長楕円形で、長さ1-3cm、幅1-4mm、先端は鈍形、縁には1-4対の目立たない細鋸歯があり、基部は細まって短い葉柄となる。葉の表面にはほとんど毛は無い。秋の終わりころに、葉腋にむかごをつけることがある。茎の根元にも同じ形の越冬芽をつける。
花期は7-9月。花は茎上部の葉腋から単生する。花の基部に細長くつく花柄状のものは、のちに果実になる子房で、花柄とともに白い伏毛が生える。萼は白い伏毛が生え、萼裂片は4個あり、裂片は長楕円形になり、長さ約3-4mmになる。花は淡紅色、花弁は4個あり、倒卵形で長さ3-6mmになり、先端が2浅裂する。雄蕊は8個あり、そのうち4個が長い。雌蕊の柱頭は棍棒状になる。果実は細長い4稜形の蒴果で直立し、長さ約2-4cmになり、伏毛が散生し、熟すると先端から裂開する。果柄は長さ1-2.5cmになる。種子は長さ0.9-1.4mmの倒披針状長楕円形で、乳頭状突起が密にあり、白色の冠毛状の長い毛（種髪）がつき、風によって飛ばされる。

## 分布と生育環境
日本では、南千島、北海道、本州（中部地方以北および伯耆大山）に分布し、山地帯から亜高山帯のやや湿った砂礫地や岩場に生育する。世界ではカムチャツカ半島、千島列島に分布する。

## 名前の由来
和名のヒメアカバナは、「姫赤花」の意で、全体にやさしい様子からきている。
種小名（種形容語）の fauriei は、パリ外国宣教会のフランス人宣教師で、植物採集家のフォーリー神父への献名である。

## 類似の種
類似の種にトダイアカバナ（学名:Epilobium platystigmatosum C.B.Rob.）があり、葉が線形から披針形でヒメアカバナに似るが、茎の高さが10-70cmと大きく、上部で多くの枝を分け、全体に曲がった毛が生える。日本では本州（神奈川県以西）、四国、九州（宮崎県）に分布し、深山の湿った裸地に生育する。

## ギャラリー

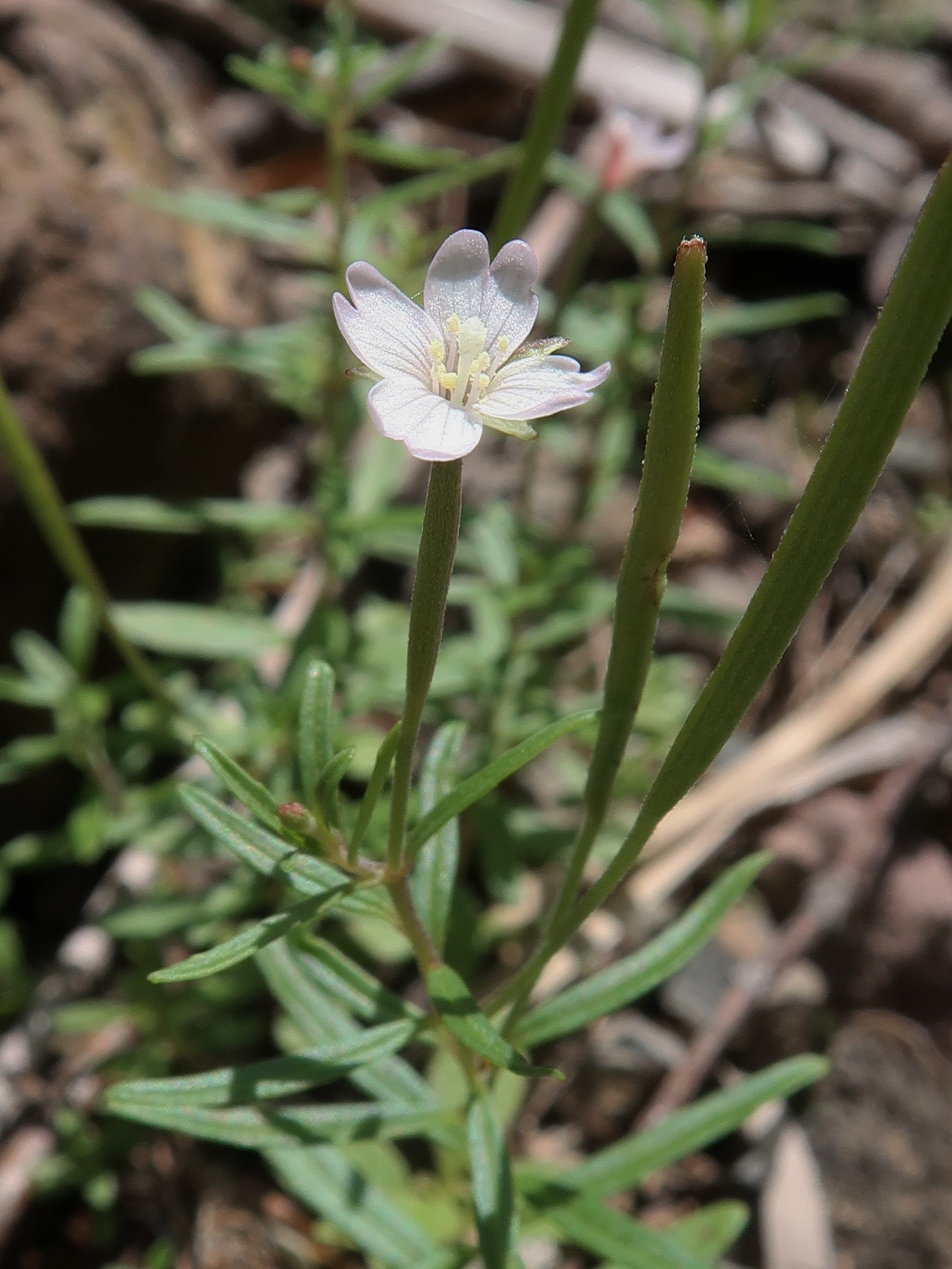
柱頭が棍棒状になる。
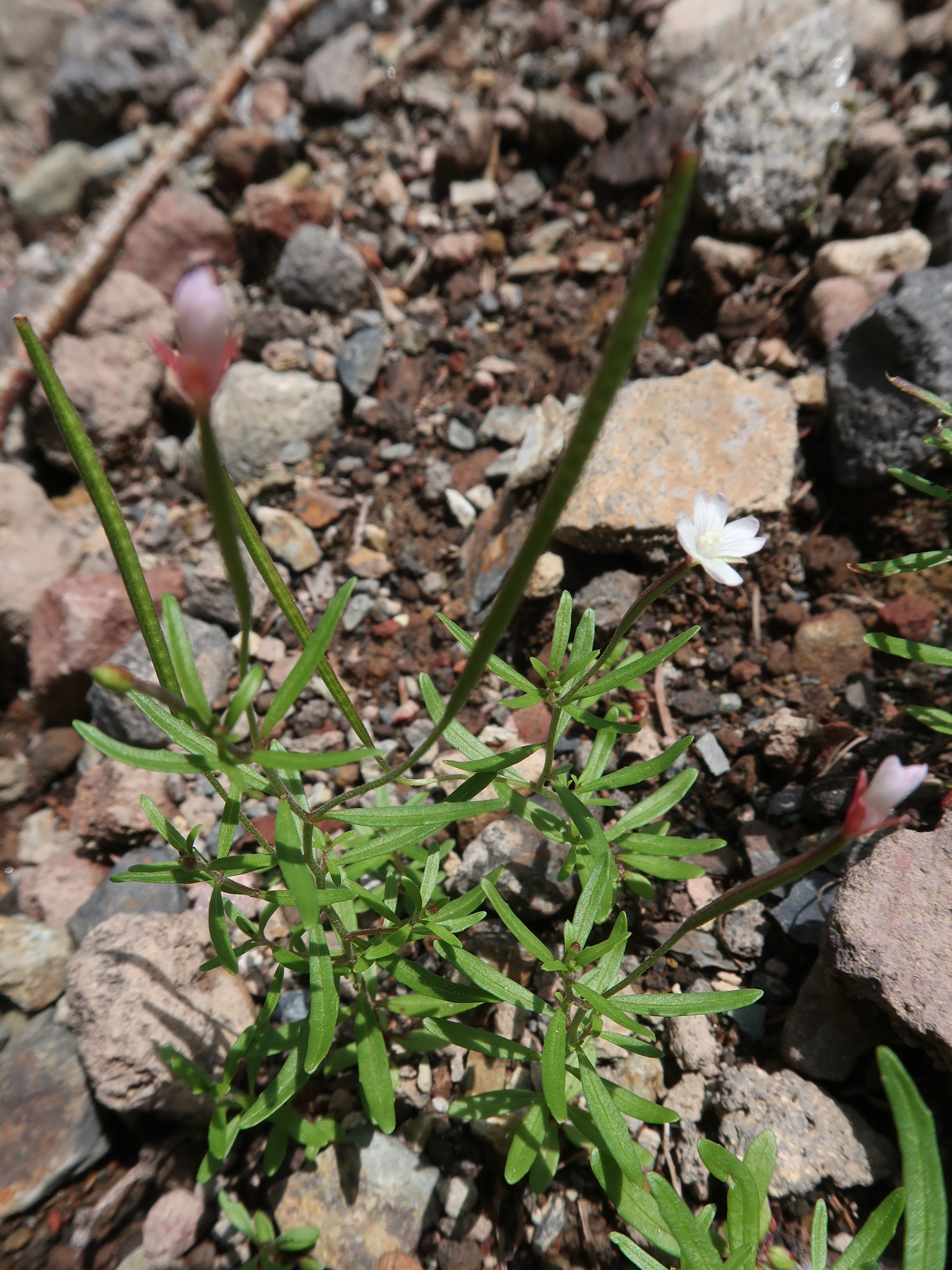
葉の縁に1-4対の目立たない細鋸歯がある。
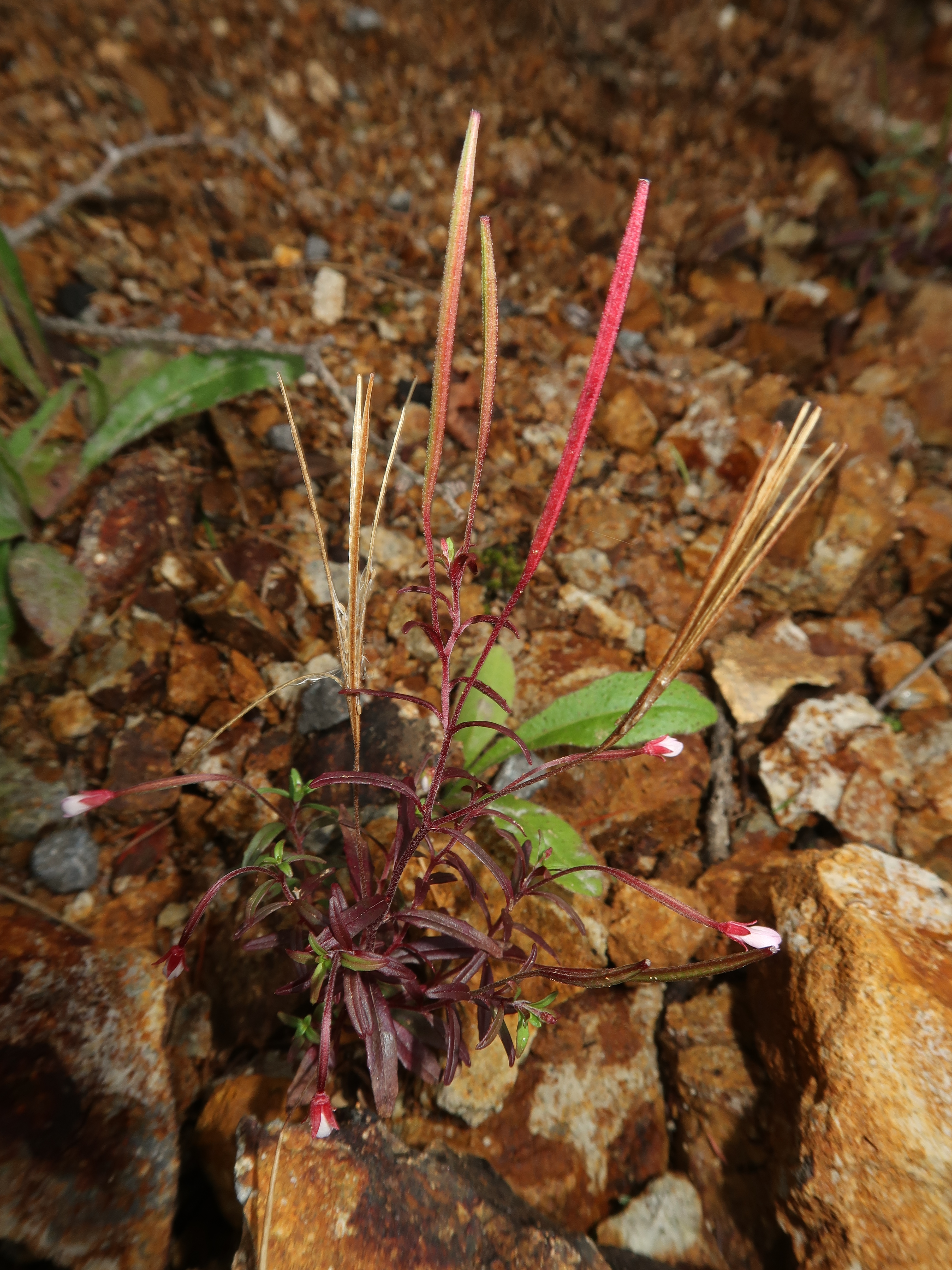
開裂した果実。